# Rejestr dłużników niewypłacalnych
Rejestr dłużników niewypłacalnych (RDN) – dawna scentralizowana, informatyczna baza danych zawierająca dane o podmiotach, które nie regulują swoich zobowiązań. Wchodzi w skład Krajowego Rejestru Sądowego. Rejestr prowadzono na zasadzie jawności formalnej i materialnej, tj. każdy miał prawo wglądu do danych i nie można było zasłaniać się nieznajomością rejestru. Domniemywano wiarygodność wpisów. Podstawą prawną funkcjonowania RDN była ustawa z 20 sierpnia 1997 r. o Krajowym Rejestrze Sądowym. Wpisów w RDN nie publikowano w Monitorze Sądowym i Gospodarczym.
Obok innych form wymiany informacji gospodarczych, RDN stanowił dodatkowe źródło wiedzy o zadłużonych podmiotach, z którymi prowadzenie wspólnych interesów jest ryzykowne. Można było wyszukać dłużnika znając jego którykolwiek numer RDN. Numer ten identyfikował nie podmiot, a wpis w rejestrze. Dłużnik, który został wpisany wielokrotnie (na innej podstawie prawnej) posiadał wiele numerów RDN. Znając inne dane identyfikacyjne (takie jak nazwa, imię, nazwisko, PESEL, REGON, NIP) można było w wydziale gospodarczym KRS dowolnego sądu rejonowego uzyskać informacje czy i pod jakimi numerami RDN jest wpisany dłużnik.

## Wpis z urzędu
Do rejestru dłużników niewypłacalnych wpisywano z urzędu:
- osoby fizyczne prowadzące działalność gospodarczą, a także wspólników odpowiedzialnych swoim majątkiem, jeżeli:
  - ogłoszono upadłość,
  - majątek dłużnika nie wystarczał na pokrycie kosztów postępowania upadłościowego,
  - umorzono egzekucję sądową lub administracyjną, gdyż nie da się odzyskać sumy wyższej od kosztów egzekucyjnych,
- dłużników zobowiązanych do wyjawienia majątku przed sądem,
- osób, których sąd upadłościowy pozbawił prawa prowadzenia działalności gospodarczej na własny rachunek oraz pełnienia funkcji członka rady nadzorczej, reprezentanta lub pełnomocnika w spółce handlowej, przedsiębiorstwie państwowym lub spółdzielni,
- dłużników alimentacyjnych, którzy zalegali z płatnością za okres powyżej 6 miesięcy.

## Wpis na wniosek wierzyciela
Na wniosek wierzyciela można było wpisać jedynie osobę fizyczną. Mógł to być na przykład przedsiębiorca, członek zarządu spółki z o.o. odpowiedzialny z art. 299 KSH lub wspólnik spółki cywilnej odpowiadający za jej długi. Jednak nie można było wpisać do RDN samej spółki. Dług musiał być stwierdzony tytułem wykonawczym, na przykład sądowym nakazem zapłaty z klauzulą wykonalności. Wniosek składało w sądzie rejonowym właściwym według zamieszkania dłużnika, na formularzu KRS-D1 wraz z opłatą 300 zł.

## Wykreślenie wpisu
Normalnie wpisy podlegały wykreśleniu po upływie 10 lat. Zmiana lub uchylenie orzeczenia sądu, na podstawie którego dokonano wpisu powodowały jego wykreślenie przed upływem tego czasu. Spłata długu wobec wierzyciela nie była podstawą do wykreślenia wpisu. W przeciwieństwie do innych zasobów KRS, wpis wykreślony z RDN nie był już dłużej ujawniany.

## Likwidacja
Na mocy ustawy z dnia 26 stycznia 2018 r. o zmianie ustawy o Krajowym Rejestrze Sądowym oraz niektórych innych ustaw (Dz.U. z 2018 r. poz. 398) z dniem 1 lutego 2019 r. RDN został zlikwidowany i miał zostać zastąpiony przez Centralny Rejestr Restrukturyzacji i Upadłości (CRRU), który jednak nigdy nie powstał. Ostatecznie jego funkcje od 1 grudnia 2021 przejął Krajowy Rejestr Zadłużonych.